# Строевский сельсовет (Курганская область)
Стро́евский сельсове́т — упразднённые административно-территориальная единица и муниципальное образование со статусом сельского поселения в Варгашинском районе Курганской области Российской Федерации.
Административный центр — село Строево.

## История
В соответствии с Законом Курганской области от 6 июля 2004 года № 419 сельсовет наделён статусом сельского поселения.
Законом Курганской области от 20 сентября 2018 года N 108, был образован новый Южный сельсовет, в состав которого вошли все населённые пункты 5 упразднённых сельсоветов: Дубровинского, Дундинского, Медвежьевского, Спорновского и Строевского.

## Население
| 1926 | 1989 | 2002 | 2010 | 2012 | 2013 | 2014 |
| ---- | ---- | ---- | ---- | ---- | ---- | ---- |
| 1186 | ↘423 | ↗487 | ↘315 | ↘304 | ↘290 | ↘270 |
| 2015 | 2016 | 2017 | 2018 | 2019 |      |      |
| ↘263 | ↘255 | ↗259 | ↘258 | ↘249 |      |      |

## Состав сельского поселения
| № | Населённый пункт | Тип населённого пункта       | Население |
| - | ---------------- | ---------------------------- | --------- |
| 1 | Строево          | село, административный центр | ↘249      |